# Alessandro Ghinami
Alessandro Ghinami (Oristano, 19 maggio 1923 – Ghilarza, 8 gennaio 2016) è stato un funzionario e politico italiano.

## Biografia
Impegnato in politica con il PSDI, fu presidente della Regione Sardegna per un anno, dal settembre 1979 al settembre 1980. In seguitò ricoprì la carica di presidente del consiglio regionale sardo, dal 1981 al 1983. 
Venne eletto deputato nella X e XI legislatura, rimanendo in carica dal 1987 al 1994. Fu membro di varie commissioni ed è stato sottosegretario nei governi Goria, De Mita e Andreotti VI e VII.
È morto all'età di 92 anni l'8 gennaio 2016.